# Qair
Qair est un producteur d'énergie renouvelable français, initialement fondé en Occitanie. Le groupe est aujourd'hui présent dans 20 pays.

## Historique
En 1988, Jean-Marc Bouchet crée Énergie du Midi, qu'il cède plus tard à EDF Énergie Nouvelle. En 2005, il fonde une nouvelle société, JMB Energie, qui devient Quadran Energies Libres après l'acquisition d'Aérowatt en 2013,. En 2017, le groupe se sépare de son portefeuille d'actifs français au profit de Direct Énergie, en conservant ses actifs internationaux sous le nom de Quadran International.
Rebaptisé Qair en 2020, le groupe atteint 1,4 GW de capacité installée et en développement en 2023.
Parmi les différentes activités du groupe figurent :
- L'énergie solaire (onshore et offshore),
- L'énergie éolienne (onshore et offshore),
- La production d'hydrogène renouvelable,
- L'hydroélectricité,
- La valorisation des déchets,
- Le stockage par batteries,
- La vente directe d'électricité (PPA).

Qair est présent dans 20 pays et emploie plus de 730 salariés.

## Projets notables
- Qair pilote le projet Hyd’Occ[14], la plus grande usine française de production d’hydrogène vert, située à Port-la-Nouvelle (Aude). Prévue pour entrer en service en 2025, cette unité de production vise une capacité annuelle de 3 000 tonnes d’hydrogène décarboné, destiné en priorité au secteur de la mobilité lourde en Occitanie. L’usine repose sur un procédé d’électrolyse de l’eau, alimenté par des énergies renouvelables, et bénéficie d’un soutien financier de la région Occitanie et de l’Agence de la transition écologique (ADEME). Hyd’Occ prévoit également le déploiement de stations de distribution d’hydrogène pour accompagner la décarbonation du transport dans la région.

- Qair est également en charge du projet EolMed, une ferme éolienne flottante expérimentale située au large de Port-la-Nouvelle, dans l'Aude, en Méditerranée. Le projet comprend trois éoliennes géantes, chacune mesurant 188 mètres de hauteur et 164 mètres de diamètre de rotor[15], qui devraient produire une puissance totale de 30 MW, suffisant pour alimenter environ 50 000 personnes. La mise en place du projet implique la participation de 600 travailleurs, et l'objectif est d'étendre l'installation avec davantage d'éoliennes flottantes dans les années à venir. Initialement, Qair avait l'ambition de fabriquer des flotteurs 100 % made in France, mais cette production sera finalement réalisée à 100 % en Europe[16].